# Skäggiga damen

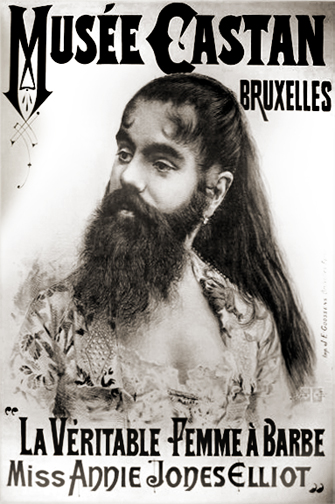
Belgisk affisch från sent 1800-tal med den amerikanska skäggiga damen Annie Jones.

Skäggiga damen brukar de personer kallas som uppträder på freak shows, i äldre tiders varietéer, cirkus och dylikt och som utmärks av att de är av kvinnligt kön men samtidigt har kraftig skäggväxt.
Till historiskt kända skäggiga damer hör amerikanskan Annie Jones (cirka 1860-1902), vilken uppträdde hos nöjesentreprenören P.T. Barnum, och hennes landsmaninna Olga Roderick (egentligen Jane Barnell, 1877–1951), vilken spelade rollen som skäggig dam i Tod Brownings kultfilm Freaks (1932). En modern representant inom facket är Jennifer Miller (född 1961).
Kvinnlig skäggväxt kan bero på hormonobalans eller den ovanliga åkomman hirsutism. Det kan även orsakas av bruk av anabola steroider.